# Héctor Stamponi
Héctor Luciano Stamponi (Campana, 24 de diciembre de 1916-Buenos Aires, 3 de diciembre de 1997) fue un compositor, pianista y arreglista argentino de tango. Es compositor, entre otros, de los tangos El último café (1963, con letra de Cátulo Castillo) y Qué me van a hablar de amor (letra de Homero Expósito y grabado por Julio Sosa en 1963).

## Biografía
De apodo Chupita, estudió piano con Esther Coltelli. Se inició musicalmente en la orquesta de Juan Elhert (músico tanguero alemán radicado en Zárate), conjunto que también integraban Enrique Mario Francini, Armando Pontier, Cristóbal Herreros y el cantor René Di Pietro. Se trasladan a Buenos Aires presentándose en la famosa matiné de Juan Manuel, en 1936. Enseguida se bifurcan las carreras artísticas de estos músicos. Stamponi, Francini y Pontier formaron un trío de acompañamiento de los artistas de Radio Argentina.
Posteriormente, en la temporada 1937-1938, Stamponi se incorporó a la orquesta dirigida por Federico Scorticati, quien actuaba en Radio Sténtor. Este conjunto estaba integrado de la siguiente manera:
- piano: Héctor Stamponi
- bandoneones: Federico Scorticati, Domingo Triguero y Horacio Golino;
- violines: Víctor Braña, Emilio González y Ponzoni;
- contrabajo, Fava.

Era el mismo conjunto que por entonces grababa bajo la denominación de Orquesta Típica Víctor.
Abandona Stamponi la orquesta de Scorticati, registrando un breve pasaje por la orquesta de Miguel Caló, sin llegar a grabar discos. Se dedica entonces a la orquestación.
En 1943 fue el pianista de la orquesta de Antonio Rodio. Pronto realizó un viaje a Centroamérica como acompañante de la cancionista Amanda Ledesma. Se quedó en México, donde compuso tangos para las películas Somos dos (1944) y Cruz. En 1959 formó el conjunto Los Violines de Oro del Tango, con Enrique Mario Francini.
En México (1944) realiza música para películas y escribe dos tangos con Ernesto Cortázar: "Somos dos" y "Cruz". Al regresar a Buenos Aires inicia estudios con el maestro Alberto Ginastera (armonía) y Julián Bautista (composición) (1946) y forma una excelente orquesta típica para cumplir un contrato para grabar discos Víctor.
Guillermo Arbós fue su primer cantor. Luego serían Alberto Drames y Alfredo Arrocha. El ciclo de grabaciones culminó en 1949. Al dejar esta actividad sigue siendo solista de piano, acompañante e instrumentador. Todos los más importantes intérpretes buscaron su colaboración.
En 1953, como muchos años antes lo hicieran Roberto Firpo y Cayetano Puglisi, Enrique Delfino y Agesilao Ferrazzano y Carlos Vicente Geroni Flores también con Ferrazzano, actúa junto a Enrique Mario Francini formando dueto de piano y violín. En algún caso se sumaba a ellos el excelente violoncelista José Bragato.
En 1959 formó el conjunto Los Violines de Oro del Tango, que él dirigió junto con Francini. Lo integraban además el contrabajo de Enrique Díaz y los violinistas José Niesov, Adolfo Gendelman, Vicente Tagliacozzo, Simón Bajour, Luis Gutiérrez del Barrio, Hugo Baralis y Juan Ghirlanda.
Paralelamente forma un conjunto para respaldar un larga duración de Edmundo Rivero, contando como figuras principales el violinista Raúl Marcelli y el bandoneón de Mario Demarco, Kicho Díaz en contrabajo, Mario Lalli en viola y José Bragato en violonchelo.
En 1960 convocó a otro grupo de músicos para acompañar al cantor Raúl Lavié (de la empresa discográfica PK), registrando en los surcos del disco un  tango instrumental de Mario Demarco titulado «Solfeando». En 1962 se agrupó con Mario Arroyo, Horacio Ferrer (de la empresa discográfica PK), Jorge Seijo y Luis Adolfo Sierra (de la empresa discográfica PK) para grabar un disco de tangos interpretados por su piano.
En septiembre de 1962 se dio a conocer en Montevideo cómo iba a estar integrado el conjunto: Mario Arroyo, Horacio Ferrer, Jorge Seijo y
el Dr. Luis Adolfo Sierra. Grabaron un disco con cuatro temas de Adolfo Ábalos: «En pleno Nueva York», «Al Buenos Aires de las 3 de la mañana», «Para cantor y orquesta» y «Para recordar», espléndidos tangos interpretados con magistrales solos de piano por Héctor Stamponi.
Compuso, entre otras obras, los tangos Cuando cuentes la historia de tu vida (música y letra), El trompo azul, El último café (Premio Odol 1963), El vino enamorado, Inquietud, Qué me van a hablar de amor, Quedémonos aquí, Soy un circo y Yo quería ser feliz (música y letra). También compuso los valses Flor de lino, Pedacito de cielo y Un momento (música y letra).
Durante los carnavales de 1964 llevó la orquesta Francini-Stamponi a la ciudad de Rosario, donde hicieron presentaciones en el Club Provincial junto con el bandoneonista baigorrense Rodolfo Cholo Montironi.
Fue director de la orquesta estable de Caño 14, y formó parte del elenco desde que se fundó dicho local (1963) hasta su desaparición. Durante varias temporadas también, en el mismo sitio, formó binomio con Enrique Mario Francini, con mucho éxito. Y fue director de los conjuntos que acompañaron a Roberto Goyeneche, Alberto Marino, Nelly Vázquez, Hugo Marcel, Alba Solís, Jorge Sobral, María Graña, Rubén Juárez y Raúl Lavié, entre otros. En su paso por Caño 14 Hugo Del Carril, a expreso pedido de él, lo tuvo como director del conjunto que lo acompañó. Stamponi participó activamente en la vida institucional de SADAIC (Sociedad de Autores y Compositores de Música), en la que ocupó diversos cargos desde 1970 hasta 1977 (en que fue vicepresidente).
Formó un dúo de música y poesía con Horacio Ferrer y actuó desde 1990 como pianista solista en el restaurante Los Teatros.

## Filmografía
Música
- Pasión dominguera (1970)

## Reconocimientos y honores
- Ciudadano Ilustre de la Ciudad de Buenos Aires.[6]
- Lleva su nombre la esquina porteña de Avenida Corrientes y 25 de Mayo.
- Diploma al Mérito de los Premios Konex como compositor de tango en 1985[7] y 1995.[5][8]